# Dominique Borella
Pour les articles homonymes, voir Borella.

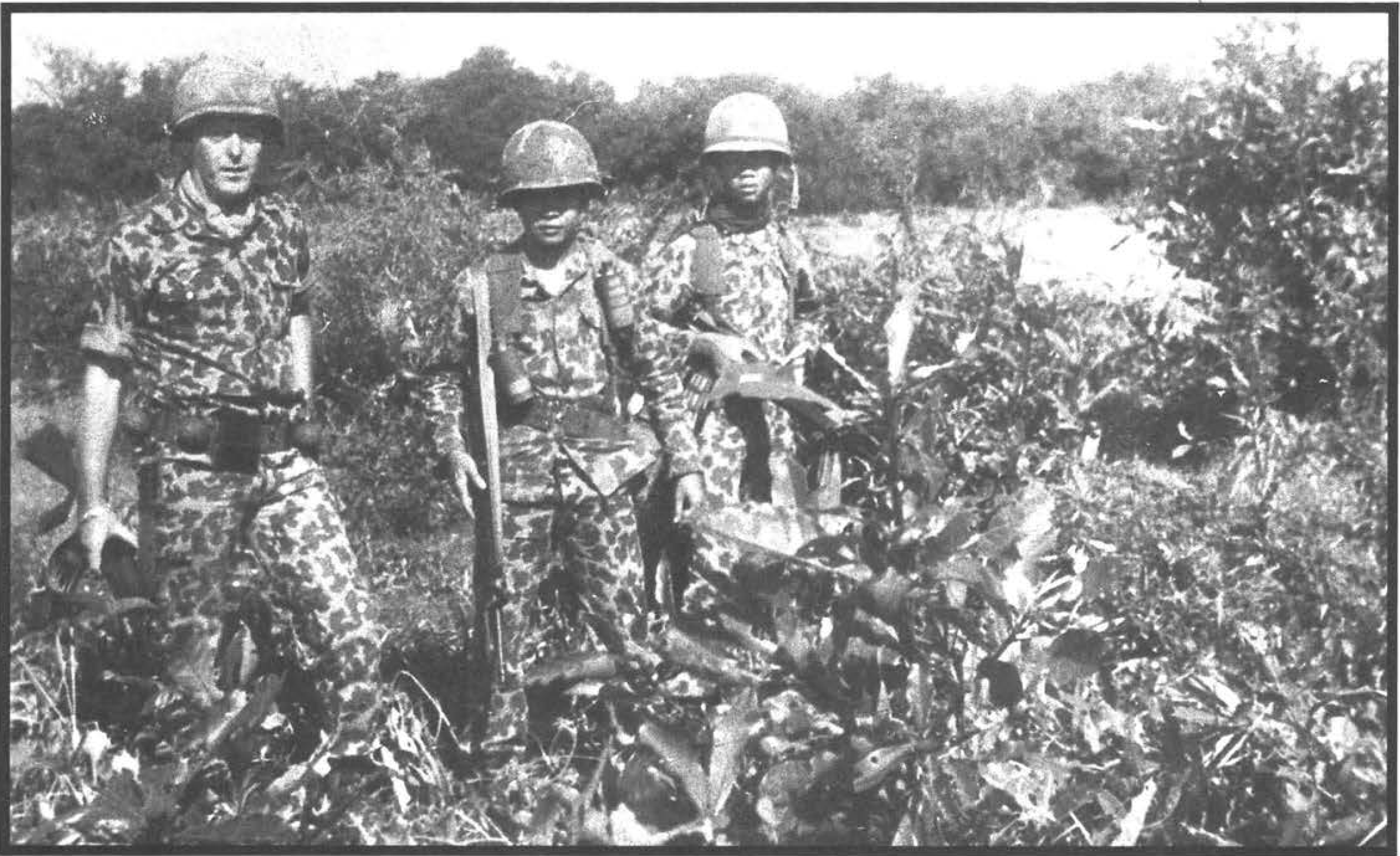
Le capitaine Dominique Borella en compagnie de soldats cambodgiens de son détachement en fin janvier-début février 1975.

Alexis François Borella, connu par ses noms de guerre Dominique Borella (Cambodge 1975) et Capitaine François (Liban 1975), est un soldat et mercenaire français.
Il aurait d'abord combattu au Vietnam pendant la Première guerre d'Indochine, avant de s'engager officiellement dans la Légion étrangère durant la guerre d'Algérie. On le retrouve ensuite de façon certaine au Biafra et au Congo pendant la seconde moitié des années 1960 puis en 1975 lors de la guerre civile cambodgienne, et enfin pendant la guerre civile libanaise, où il sera tué par un tireur embusqué. Ses grandes qualités de soldat et son parcours pour partie clandestin ont contribué à en faire une figure légendaire.

## Biographie
Selon l'auteur François Bizot, Alexis Borella se serait porté volontaire pour servir dans le corps expéditionnaire français en Extrême-Orient en Indochine ; il n'avait pas 18 ans. Il aurait participé en 1954 à la bataille de Diên Biên Phu et aurait provisoirement quitté l'Indochine avec un grade de sous-officier. Cet épisode semble cependant s'inscrire dans la légende du personnage. Il ne figure pas non plus dans le décompte des décès des hommes qui ont au moins participé à une des opérations de Bob Denard.
En effet, selon ses Extrait des Services conservés par le Service historique des armées, son engagement officiel dans la Légion étrangère date du 20 juin 1955. Il combat alors en Algérie française, en tant que caporal puis sergent à la 11e compagnie du 3/13e demi-brigade de la Légion étrangère. Lors de cette campagne, il est blessé à deux reprises, cité deux fois à l'ordre de la Brigade puis à l'ordre de la Division. Il obtient notamment la Médaille militaire à titre exceptionnel le 2 juillet 1959. Après le putsch des généraux à Alger, auquel il pourrait avoir participé, il est évacué sanitaire en France puis réformé définitif no 2 par la Légion en mai 1961. il rejoint l'Organisation armée secrète (OAS) et entre dans la clandestinité.[réf. nécessaire]
À titre personnel, il participe ensuite à la guerre du Biafra pendant la seconde moitié des années 1960 et à d'autres conflits post coloniaux avant de rejoindre fin décembre 1974, par idéalisme anti-communiste, les troupes républicaines pro-américaines du Maréchal Lon Nol engagées dans la guerre civile cambodgienne où il s'oppose aux Khmers rouges. Ce n'était probablement pas son premier séjour indépendant dans le sud-est asiatique.
Un contrat avec les forces spéciales américaines est évoqué, Borella avait l'expérience pour être conseiller militaire auprès d'unités comme les  CIDG/MIKE Force composée de soldats des ethnies montagnardes (Hmong, Nung...) du Cambodge et du Laos.
Début 1975, nommé capitaine dans les Forces armées nationales khmères il est intégré à la 1re brigade parachutiste cambodgienne (1re BPC). Le 5 février 1975, légèrement blessé par balles et éclats de grenade, il est soigné par le Médecin-commandant Paul-Henri Grauwin. Figure emblématique de la bataille de Diên Biên Phu, le Toubib tenait une clinique à Phnom Penh.
En avril 1975, la 1re BPC de Borella défend l'aéroport de Pochentong lors de la chute de Phnom Penh et sera la dernière unité républicaine à résister. Cependant, les Khmers rouges tenant à prendre l'aéroport intact négocient le départ de Borella et de sa troupe. Le jour de la chute de Phnom Penh, le QG de la 1re BPC est pris, les paras cambodgiens se dispersent dans la campagne tandis que le Français revêt des habits civils et parvient à se réfugier à l'Ambassade de France. Début mai 1975, avec d'autres compatriotes civils et des ressortissants de pays tiers, il est évacué par camion vers la Thaïlande.
Après son retour du Cambodge, Dominique Borella part au Liban rejoindre les chrétiens des Phalanges libanaises de Pierre Gemayel qui combattent pendant la guerre civile libanaise.
Le journaliste Jon Swain, qui l'a rencontré au Cambodge juste avant la chute du régime de Lon Nol, indique à tort que Borella , combattant au Liban, fut capturé et torturé à mort.
En réalité, il est tué par un sniper à Beyrouth le 29 septembre 1975, lors de la bataille des Grands Hôtels.

## Musique
- Le Loup de guerre est une chanson figurant sur l'album Vous allez me traiter de réac (1980) de Jean-Pax Méfret qui évoquerait la vie de Dominique Borella ou de l'un de ses camarades.[réf. nécessaire] Un des couplets de la chanson fait référence au "fusil d'assaut chinois". Sur les photos de cet article, Dominique Borella est armé d'un fusil d'assaut chinois Type 56, copie du célèbre Kalachnikov soviétique, reconnaissable à la baïonnette repliable sous le canon.